# Temporada 1927 de las Grandes Ligas de Béisbol
La Temporada 1927 de las Grandes Ligas de Béisbol fue la vigésimo séptima temporada de las Grandes Ligas de Béisbol desde su unificación y la vigésimo cuarta con Serie Mundial. Los New York Yankees derrotaron a los Pittsburgh Pirates por 4-0 para ganar la Serie Mundial.

## Estadísticas
|                        | \| Liga Americana[2] \| \| \| \| \| \| Club \| G \| P \| PG % \| GB \| \| New York Yankees \| 110 \| 44 \| .714 \| - \| \| Philadelphia Athletics \| 91 \| 63 \| .591 \| 19.0 \| \| Washington Senators \| 85 \| 69 \| .552 \| 25.0 \| \| Detroit Tigers \| 82 \| 71 \| .536 \| 27.5 \| \| Chicago White Sox \| 70 \| 83 \| .458 \| 39.5 \| \| Cleveland Indians \| 66 \| 87 \| .431 \| 43.5 \| \| St. Louis Browns \| 59 \| 94 \| .386 \| 50.5 \| \| Boston Red Sox \| 51 \| 103 \| .331 \| 59.0 \| |     |      |      |
| Liga Americana         | |     |      |      |
| Club                   | G | P   | PG % | GB   |
| New York Yankees       | 110 | 44  | .714 | -    |
| Philadelphia Athletics | 91 | 63  | .591 | 19.0 |
| Washington Senators    | 85 | 69  | .552 | 25.0 |
| Detroit Tigers         | 82 | 71  | .536 | 27.5 |
| Chicago White Sox      | 70 | 83  | .458 | 39.5 |
| Cleveland Indians      | 66 | 87  | .431 | 43.5 |
| St. Louis Browns       | 59 | 94  | .386 | 50.5 |
| Boston Red Sox         | 51 | 103 | .331 | 59.0 |

|                       | \| Liga Nacional[3] \| \| \| \| \| \| Club \| G \| P \| PG % \| GB \| \| Pittsburgh Pirates \| 94 \| 60 \| .610 \| - \| \| St. Louis Cardinals \| 92 \| 61 \| .601 \| 1.5 \| \| New York Giants \| 92 \| 62 \| .597 \| 2.0 \| \| Chicago Cubs \| 85 \| 68 \| .556 \| 8.5 \| \| Cincinnati Reds \| 75 \| 78 \| .490 \| 18.5 \| \| Brooklyn Robins \| 65 \| 88 \| .425 \| 28.5 \| \| Boston Braves \| 60 \| 94 \| .390 \| 34.0 \| \| Philadelphia Phillies \| 51 \| 103 \| .331 \| 43.0 \| |     |      |      |
| Liga Nacional         | |     |      |      |
| Club                  | G | P   | PG % | GB   |
| Pittsburgh Pirates    | 94 | 60  | .610 | -    |
| St. Louis Cardinals   | 92 | 61  | .601 | 1.5  |
| New York Giants       | 92 | 62  | .597 | 2.0  |
| Chicago Cubs          | 85 | 68  | .556 | 8.5  |
| Cincinnati Reds       | 75 | 78  | .490 | 18.5 |
| Brooklyn Robins       | 65 | 88  | .425 | 28.5 |
| Boston Braves         | 60 | 94  | .390 | 34.0 |
| Philadelphia Phillies | 51 | 103 | .331 | 43.0 |

## Serie Mundial 1927
|  | Serie Mundial      |                    |   |  |
|  |                    |                    |   |  |
|  | New York Yankees   | New York Yankees   | 4 |  |
|  | New York Yankees   | New York Yankees   | 4 |  |
|  | Pittsburgh Pirates | Pittsburgh Pirates | 0 |  |
|  | Pittsburgh Pirates | Pittsburgh Pirates | 0 |  |

|                                                          |
| Campeón de las Grandes Ligas New York Yankees 2.º título |